# Dagoberto II

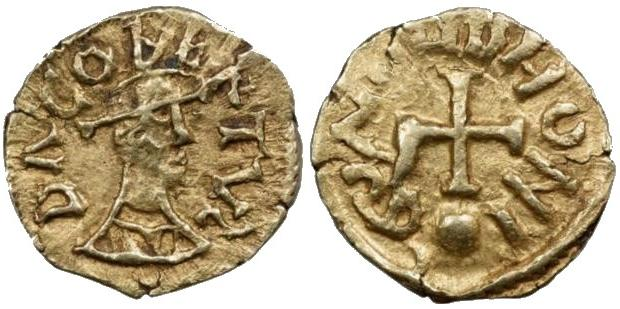
Moneta di Dagoberto II

Dagoberto II (652 circa – Stenay, 23 dicembre 679) è stato un re franco della dinastia dei merovingi, re di Austrasia dal 676 al 679. È anche venerato come santo e martire dalla Chiesa cattolica e viene festeggiato il 23 dicembre.

## Origini
Era l'unico figlio maschio del re dei Franchi Sali di Austrasia della dinastia merovingia, Sigeberto III e della moglie, Inechilde. La sorella, Bilichilde, fu regina di tutti i Franchi, per aver sposato il re merovingio, Childerico II.

## Biografia
Quando Dagoberto nacque, suo padre aveva, da pochi anni, adottato Childeberto, figlio di Grimoaldo suo maggiordomo di palazzo dal 643. Sigeberto III morì pochi anni dopo, nel 656, nominando suo unico erede Dagoberto: ma, approfittando della sua giovane età, Grimoaldo lo fece rapire, tonsurare (gli ordini minori rendevano quanti li ricevessero inabili a regnare) e lo inviò in un monastero scozzese o irlandese (forse a Slane), accompagnato dal vescovo di Poitiers, Didone. Così il maggiordomo, il figlio di Pipino di Landen, Grimoaldo, riuscì così a far riconoscere il figlio Childeberto, detto l'Adottato, re di Austrasia.

### L'esilio
Secondo una tradizione, durante il suo esilio ventennale, Dagoberto avrebbe soggiornato anche presso la corte di Northumbria, a York: qui avrebbe anche sposato la figlia del re, Margherita, dalla quale sarebbero nate le sante Erminia e Adele, badesse rispettivamente dei monasteri di Oëren e di Pfalzel, entrambi presso Treviri (ma probabilmente la notizia fu fabbricata dai cronisti dei monasteri per dare prestigio alle due fondazioni).
Il rientro di Dagoberto in Austrasia è senz'altro avvenuto dopo l'uccisione del cugino, Childeberto II, e della sorella, Bilichilde, tra la fine del 675 e l'inizio del 676, perché in quel momento in Austrasia non c'era alcun re.

### Situazione in Austrasia
La nobiltà d'Austrasia si ribellò a Grimoaldo lo combatté e lo catturò, quindi Grimoaldo fu consegnato al sovrano di Neustria, Clodoveo II, che lo mise in carcere a Parigi e, per aver perseguitato il suo sovrano, fu condannato a morte e fatto morire sotto tortura.
Giustiziato l'usurpatore, Clodoveo II si annetté il regno d'Austrasia.
È incerto se l'annessione dell'Austrasia sia avvenuta nel 657 ad opera di Ercinoaldo, Maggiordomo di Clodoveo II, o nel 662 grazie ad Ebroino, Maggiordomo di Neustria del successore di Clodoveo, Clotario III: Childeberto avrebbe continuato a regnare, anche dopo la cattura del padre; secondo alcune fonti sarebbe stato Ercinoaldo a farlo uccidere nel 657; per altre, l'usurpatore venne deposto e fatto giustiziare da Ebroino, nel 662. 
Sicuramente Wulfoaldo, maggiordomo di Austrasia, nel 662, staccò l'Austrasia dalla Neustria e insediò sul suo trono Childerico II, di nemmeno dieci anni, fratello di Clotario III, che, alla morte del fratello, nel 673, conquistò anche la Neustria e regnò fino al 675, quando fu ucciso in Neustria e gli succedette il figlio presunto Clodoveo III, morto o, molto più probabilmente, chiuso in convento subito dopo l'acclamazione (676); gli succedette il terzo fratello di Clotario III e Chilperico II Teodorico III, con l'appoggio di Ebroino, ma con l'opposizione di Wulfoaldo.

### Dagoberto II re di Austrasia
Un'insurrezione dei nobili di Austrasia, con a capo il maggiordomo di Austrasia, Wulfoaldo, impedì a Teodorico III di installarsi anche sul trono di Austrasia, sul quale Wulfoaldo con la vedova di Sigeberto III, Inechilde, si adoperarono per portarci Dagoberto II, tornato dal suo esilio accompagnato da san Vilfrido. Nello stesso tempo, Ebroino, che nel 673 era stato chiuso in monastero, in Burgundia, evase dal monastero ed insieme a molti compagni d'arme, rientrò in Neustria, dove rimise sul trono Teodorico III e si riprese la carica di maggiordomo di Neustria, cercando di imporre Teodorico III anche in Austrasia. Rientrato in Austrasia, Dagoberto divenne, nel 676, re dei Franchi di Austrasia. Scopo del suo governo fu il consolidamento della monarchia: si scontrò spesso col maggiordomo di Neustria, Ebroino, sempre intenzionato a riunire i regni Franchi sotto Teodorico III, che nel 677, attaccarono invano l'Austrasia. E fu probabilmente lo stesso Ebroino ad organizzare la partita di caccia in cui, nel 679, Dagoberto perse la vita a seguito di un colpo di spada all'inguine da parte di alcuni congiurati. Dagoberto fu inumato a Stenay, nella basilica di Saint-Rémi.
Carlo il Calvo fece erigere una basilica nella foresta di Woëvre, presso Stenay, in Lorena, luogo della sua uccisione.
Privo di eredi diretti, la corona di Austrasia andò a Teodorico III.

## Discendenza
Di Dagoberto non si conosce alcuna discendenza diretta, ma alcuni cronisti gli attribuirono un figlio (infatti, nell'Ex historia episcoporum autissiodorensium è scritto che alcune fonti lo davano padre del futuro re Clotario IV, mentre negli Annales Francorum Ludovici Dufour è scritto che Clotario IV verosimilmente poteva discendere dai re di Austrasia, Sigeberto e Dagoberto II):
- Clotario (?-719), re dei Franchi di Austrasia.

Una leggenda postuma lo vuole padre anche di un altro presunto re Merovingio:
- Sigisberto IV (676-758)

## Ascendenza
|               |   |            | Genitori |  |  | Nonni |  |  | Bisnonni    |  |  | Trisnonni    |  |
|               |   |            |          |  |  |       |  |  | Clotario II |  |  | Chilperico I |  |
|               |   |            |          |  |  |       |  |  | Clotario II |  |  | Chilperico I |  |
|               |   | Fredegonda |          |  |  |       |  |  | Clotario II |  |  |              |  |
| Dagoberto I   |   |            |          |  |  |       |  |  | Clotario II |  |  |              |  |
|               |   | Bertrude   | …        |  |  |       |  |  |             |  |  |              |  |
|               |   | Bertrude   | …        |  |  |       |  |  |             |  |  |              |  |
|               |   | Bertrude   | …        |  |  |       |  |  |             |  |  |              |  |
| Sigeberto III |   | Bertrude   |          |  |  |       |  |  |             |  |  |              |  |
|               |   | …          | …        |  |  |       |  |  |             |  |  |              |  |
|               |   | …          | …        |  |  |       |  |  |             |  |  |              |  |
|               |   | …          | …        |  |  |       |  |  |             |  |  |              |  |
| Ragnetrude    |   | …          |          |  |  |       |  |  |             |  |  |              |  |
|               |   | …          | …        |  |  |       |  |  |             |  |  |              |  |
|               |   | …          | …        |  |  |       |  |  |             |  |  |              |  |
|               |   | …          | …        |  |  |       |  |  |             |  |  |              |  |
| Dagoberto II  |   | …          |          |  |  |       |  |  |             |  |  |              |  |
|               | … | …          |          |  |  |       |  |  |             |  |  |              |  |
|               | … | …          |          |  |  |       |  |  |             |  |  |              |  |
|               | … | …          |          |  |  |       |  |  |             |  |  |              |  |
| …             | … |            |          |  |  |       |  |  |             |  |  |              |  |
|               |   | …          | …        |  |  |       |  |  |             |  |  |              |  |
|               |   | …          | …        |  |  |       |  |  |             |  |  |              |  |
|               |   | …          | …        |  |  |       |  |  |             |  |  |              |  |
| Inechilde     |   | …          |          |  |  |       |  |  |             |  |  |              |  |
|               |   | …          | …        |  |  |       |  |  |             |  |  |              |  |
|               |   | …          | …        |  |  |       |  |  |             |  |  |              |  |
|               |   | …          | …        |  |  |       |  |  |             |  |  |              |  |
| …             |   | …          |          |  |  |       |  |  |             |  |  |              |  |
|               |   | …          | …        |  |  |       |  |  |             |  |  |              |  |
|               |   | …          | …        |  |  |       |  |  |             |  |  |              |  |
|               |   | …          | …        |  |  |       |  |  |             |  |  |              |  |
|               |   | …          |          |  |  |       |  |  |             |  |  |              |  |

### Fonti primarie
- (LA)  Fredegario, FREDEGARII SCHOLASTICI CHRONICUM CUM SUIS CONTINUATORIBUS, SIVE APPENDIX AD SANCTI GREGORII EPISCOPI TURONENSIS HISTORIAM FRANCORUM.
- (LA)  Annales Marbacenses.
- (LA)  Monumenta Germaniae historica: Chronicon Moissiacensis.
- (LA)  Monumenta Germaniae historica: Ex vita S. Wulfridi episcopi eboracensis.

### Letteratura storiografica
- Christian Pfister, La Gallia sotto i Franchi merovingi. Vicende storiche, in Storia del mondo medievale - Vol. I, Cambridge, Cambridge University Press, 1978,  pp. 688-711.